# Axa (historieta)
AXA es una serie de historietas fantásticas y de ciencia ficción, protagonizadas por el personaje del mismo nombre, creada por Enrique Badía Romero con el guionista Donne Avenell y publicada inicialmente como tira de prensa en el diario británico The Sun entre 1978 y 1985.

## Trayectoria editorial
En Estados Unidos, fue reimpresa por Ken Pierce Books en los siguientes volúmenes:
1. The Beginning, the Chosen (1981)
2. The Desired (1982)
3. The Brave, The Gambler (1983)
4. The Earthbound, the Tempted (1983)
5. The Eager, The Carefree (1984)
6. The Dwarfed, The Untamed (1984)
7. The Mobile, The Unmasked (1985)
8. The Castaway, the Seeker (1986)
9. The Escapist, The Starstruck, The Betrayed (1988)

- Axa Color Album (1985)